# Ippolito Salviani
Ippolito Salviani of Hippolyto Salviani (Città di Castello, 1514 – Rome, 1572) was een Italiaans arts en zoöloog. Hij voegde zelf vaak Typhernas of Tiphernas (Typhernate of Tiphernate) aan zijn naam toe, wat betekent 'uit Città di Castello', waarvan de romeinse naam Tifernum was. Hij wordt vooral herinnerd als de auteur van een van de eerste boeken over vissen. Hij was arts van kardinaal Farnese en tevens de lijfarts van drie opeenvolgende pausen: Julius III, Marcellus II en Paulus IV.

## Levensschets
Salviani werd geboren in een adellijke familie. Zijn ouders waren Aurelia Tiberti en Salustio Salviani. Over zijn leven is weinig bekend. Hij moet tussen 1538 en 1540 naar Rome zijn gegaan. Eenmaal in Rome moet hij al snel een reputatie hebben opgebouwd als zeer belangstellend en deskundig natuuronderzoeker. Er wordt beweerd dat hij, als er iets bijzonders met betrekking tot de levende natuur in de stad werd binnengebracht, de eerste was die ervan op de hoogte werd gesteld, en dat hij, op zijn beurt, zijn in die wetenschap geïnteresseerde vrienden er zo snel mogelijk bij haalde. In 1550 wordt hij genoemd als arts van paus Julius III. Van 1552 tot 1569 was hij hoogleraar geneeskunde aan de Sapienza Universiteit in Rome. Hij moet voor 1554 burger van de stad Rome zijn geworden. In 1566 werd hij benoemd tot 'protomedico'. In 1568 kreeg hij samen met zijn collega Aurelio Stagno de opdracht om de statuten van het College van medici te hervormen. Hij had nauwe banden met kardinaal Cervini, de latere paus Marcellus II, en met het Vaticaan. Naast arts en zoöloog was Salviani ook drukker. Hij had thuis een drukkerij en uitgeverij waar tussen 1554 en 1564 ten minste 21 werken verschenen. Daaronder zijn eigen De crisibus en Aquatilium historiae (zie volgende paragraaf), enkele medische verhandelingen, komedies, devotiewerken en korte gelegenheidsgedichten.
In 1569 werd Salviani ernstig ziek. Hij stierf in 1572. In 1628 werd zijn lichaam overgebracht naar de basiliek van Santa Maria sopra Minerva. Hij had minstens twee zoons, Gaspare en Salustio. Gaspare werd dichter, Salustio koos het beroep van zijn vader. Hij volgde hem eind 1570 op als lid van het College van medici.

## Werk
Er zijn drie publicaties van hem bekend. La ruffiana is een komedie, uitgebracht in 1553 in Rome, en in 1564, 1568, 1584, 1595 en 1606 herdrukt in Venetië. De crisibus ad Galeni censuram is een medisch werk, oorspronkelijk opgedragen aan kardinaal Giovanni Morone. Toen die laatste echter gevangen werd genomen, trok Salviani de hele oplage terug, en bracht die in 1558 opnieuw uit, met een nieuwe titelpagina en nu met een opdracht aan Vitellozzo Vitelli, de nieuwe kardinaal beschermheer van de universiteit.

### Aquatilium animalium historiae
Het werk waarom hij nu nog herinnerd wordt, is Aquatilium animalium historiae, uitgegeven tussen 1554 en 1558. Hij moet daaraan vanaf het eind van de jaren veertig hebben gewerkt, daarbij ondersteund door Marcello Cervini, toen nog kardinaal bibliothecaris van het Vaticaan. In 1550 gaf Cervini opdracht om geld van de bibliotheek uit te keren aan Salviani, om een visboek te laten drukken. Salviani kon bovendien middels de contacten van Cervini aan tekeningen en specimina komen van vissen uit andere landen, die hij niet zelf kon verzamelen. Een van Cervini's contacten was Pompeo Zambeccari, de pauselijke nuntius in Portugal, die vanuit Lissabon enkele tekeningen van Atlantische vissen naar Cervini stuurde. Tot Salviani's correspondenten behoorden ook Pierre Belon, Guillaume Rondelet en Ulisse Aldrovandi. Van Salviani zijn zeven brieven aan zijn Bolognese collega Aldrovandi bewaard gebleven. Ze getuigen van een intensieve uitwisseling van informatie, boeken en specimina.
Het eerste deel van het werk (112 pagina's) bestaat uit een vrij uitputtende opsomming van de namen die voor de diverse soorten vissen gebuikt werden door Aristoteles, Oppianus, Plinius, Athenaeus en Aelianus, en daarnaast ter aanvulling die van Herodotus, Ovidius, Galenus, Strabo en eventuele andere auteurs die een vis genoemd hadden, tot Plautus, Ovidius en Vergilius toe. In deze opsomming worden naast vissen ook alle andere in die tijd bekende waterbewonende dieren genoemd. De volgorde is alfabetisch, gerangschikt op de Latijnse naam.
Het tweede, en grootste, deel van het werk bestaat uit afbeeldingen en uitgebreide beschrijvingen (historiae) van vissen (en 3 inktvissen). De afbeeldingen zijn kopergravures, waar zijn tijdgenoten nog vrijwel uitsluitend houtsnedes gebruikten. Voordeel van koper was dat er veel fijnere details mee konden worden gedrukt. Er moesten er 82 worden gemaakt: 77 met een of meer vissen, 4 met een inktvis, en de titelpagina. Bernardus Aretinus wordt genoemd als illustrator, Antonio Lafreri en Nicolas Beatrizet als graveurs, maar Nicolas Beatrizet wordt ook genoemd als ontwerper van de titelpagina en van enkele afbeeldingen. Gudger (1934) stelt dat de afbeeldingen werden gemaakt op basis van de vissen zelf. Van diverse soorten is het echter zeer onaannemelijk dat Salviani ze gezien heeft. Plaat 1 bijvoorbeeld, 'Serpens marina' (Ophisurus serpens) is van een soort uit diepe wateren, en de afbeelding vertoont grote gelijkenis met die van Pierre Belon in zijn De aquatilibus libri duo (p. 157). Een ander voorbeeld is Plaat X, waarvan slechts de naam 'Sandilz' (Ammodytes tobianus) wordt vermeld. De afbeelding vertoont grote gelijkenis met die van Conrad Gesner in Piscium & aquatilium animantium natura (p. 1260). De zandspiering komt niet voor rond Italië. Mogelijk zijn beide afbeeldingen gemaakt op basis van eenzelfde bron.
In 1554 was het werk klaar voor de drukpers. De titelpagina vermeldt ook dat jaar. Het overlijden van Cervini, op 1 mei 1555, moet echter een aanzienlijke vertraging hebben veroorzaakt. Op de laatste pagina (256) is te lezen dat het werk in januari 1558 klaar was. Het boek was in eerste instantie opgedragen aan Cervini, maar nadat die was overleden verving Salviani de opdracht door een aan paus Paulus IV. Op de titelpagina, tussen de putti, is echter nog het wapen van paus Marcellus II te zien: een liggend hert (cervus) met negen tarwearen.

## Publicaties
- 1553 La ruffiana, Rome, Dorico; editie 1564, Venetië
- 1554–1558 Aquatilium animalium historiae, cum eorundem formis, aere excusis, Rome, eigen beheer
- 1556 De crisibus ad Galeni censuram, Rome, eigen beheer
- 1558 De crisibus ad Galeni censuram, Rome, met nieuwe titelpagina en opdracht, vanaf p. 17 identiek aan de eerste oplage

- Biblioteca Nacional de España: XX4668909
- Stuttgart Database of Scientific Illustrators 1450–1950: 1385
- Gemeinsame Normdatei: 10026980X
- International Standard Name Identifier: 0000 0001 1821 3635
- Library of Congress Control Number: n00074083
- Nederlandse Thesaurus van Auteursnamen: 244188831
- Réseau des bibliothèques de Suisse occidentale: 02-A011646598
- Istituto Centrale per il Catalogo Unico: SBLV182779
- LIBRIS: 321513
- SNAC: w6hb6m13
- Système universitaire de documentation: 107976714
- Virtual International Authority File: 5271279
- WorldCat: E39PBJrwQ6H9kJ6GXWCHK7gMyd